# Dear Friends (岩崎宏美のアルバム)
『Dear Friends』（ディア・フレンズ）は、岩崎宏美のカヴァー・アルバム。2003年3月21日発売。発売元は、インペリアルレコード。
規格品番TECN-30880

## 解説
岩崎宏美の、2000年代に入って初めてのカヴァー・アルバム。岩崎良美との姉妹デュエットが「誰もいない海」で実現し、のちにシリーズ化した『Dear Friends』の恒例企画となった。
楽曲ごとに、岩崎自身によるコメント（ライナーノーツ）が掲載されている。
収録曲の「あなたの心に」がバージョン違いでシングルカットされた。ほか、先行シングル「夢」（2001.9.21）と「止まった時計」（2002.10.2）が収録されているが、これらもシングル音源とは異なっている。
2004年3月24日には、DVD-Audio盤(TEAI-1004)が発売された。

## 収録曲
1. 恋におちて -Fall in love-
  - 作詞: 湯川れい子、作曲: 小林明子、編曲: 塩谷哲
2. さらば恋人
  - 作詞: 北山修、作曲: 筒美京平、編曲: 古川昌義
3. 時代
  - 作詞・作曲: 中島みゆき、編曲: 西脇辰弥
4. あなたの心に （ALBUM VERSION）
  - 作詞: 中山千夏、作曲: 都倉俊一、編曲: 西脇辰弥
5. 恋しくて
  - 作詞・作曲: BEGIN、編曲: 塩谷哲
6. ブルー
  - 作詞・作曲: 渡辺真知子、編曲: 岩本正樹
7. 夢 （New Vocal & New Version）
  - 作詞・作曲: さだまさし、編曲: 古川昌義
8. 止まった時計 （ALBUM VERSION）
  - 作詞・作曲: 飛鳥涼、編曲: 平野義久
9. 誰もいない海
  - 作詞: 山口洋子、作曲: 内藤法美、編曲: 塩谷哲

Duet with: 岩崎良美
10. コバルトの季節の中で
  - 作詞: 小谷夏、作曲: 沢田研二、編曲: 西脇辰弥
11. 君と歩いた青春
  - 作詞・作曲: 伊勢正三、編曲: 古川昌義
12. 見上げてごらん夜の星を
  - 作詞: 永六輔、作曲: いずみたく

## 原曲
- 恋におちて -Fall in love-　-　小林明子の、1985年の楽曲。TBS系ドラマ『金曜日の妻たちへIII 恋におちて』主題歌。
- さらば恋人　-　堺正章の、1971年の楽曲。1971年の年間売上第10位。
- 時代　-　中島みゆきの、1975年の楽曲。中島自身が1993年に発表したセルフカヴァーもある。
- あなたの心に　-　中山千夏の、1969年の楽曲。コンピ盤『THE COVER!』（2003.4.24）にも収録されている。
- 恋しくて　-　BEGINの、1990年の楽曲。彼等のメジャー・デビュー第1弾シングル。
- ブルー　-　渡辺真知子の、1978年の楽曲。「迷い道」「かもめが翔んだ日」に続く3枚目として発売された。
- 夢　-　さだまさしが制作し、舞台劇『軽井沢スィート』（1985年）で使用された楽曲。2001年の楽曲。
- 止まった時計　-　薬師丸ひろ子の、1990年の楽曲。『Heart's Delivery』（1990.3.28）収録。ASKAもセルフカヴァーをしている。
- 誰もいない海　-　大木康子の1968年の楽曲。1970年にはトワ・エ・モワや越路吹雪もレコード化し、ヒットさせている。
- コバルトの季節の中で　-　沢田研二の、1976年の楽曲。「立ちどまるなふりむくな」等もカヴァーしている（『恋人たち+7』収録）
- 君と歩いた青春　-　風の、1976年の楽曲。『WINDLESS BLUE』（1976.11.25）収録。太田裕美もカヴァーしている。
- 見上げてごらん夜の星を　-　伊藤素道とリリオ・リズム・エアーズの、1960年の楽曲。カヴァーの定番であるスタンダード・ナンバー。